# Hydrogen link

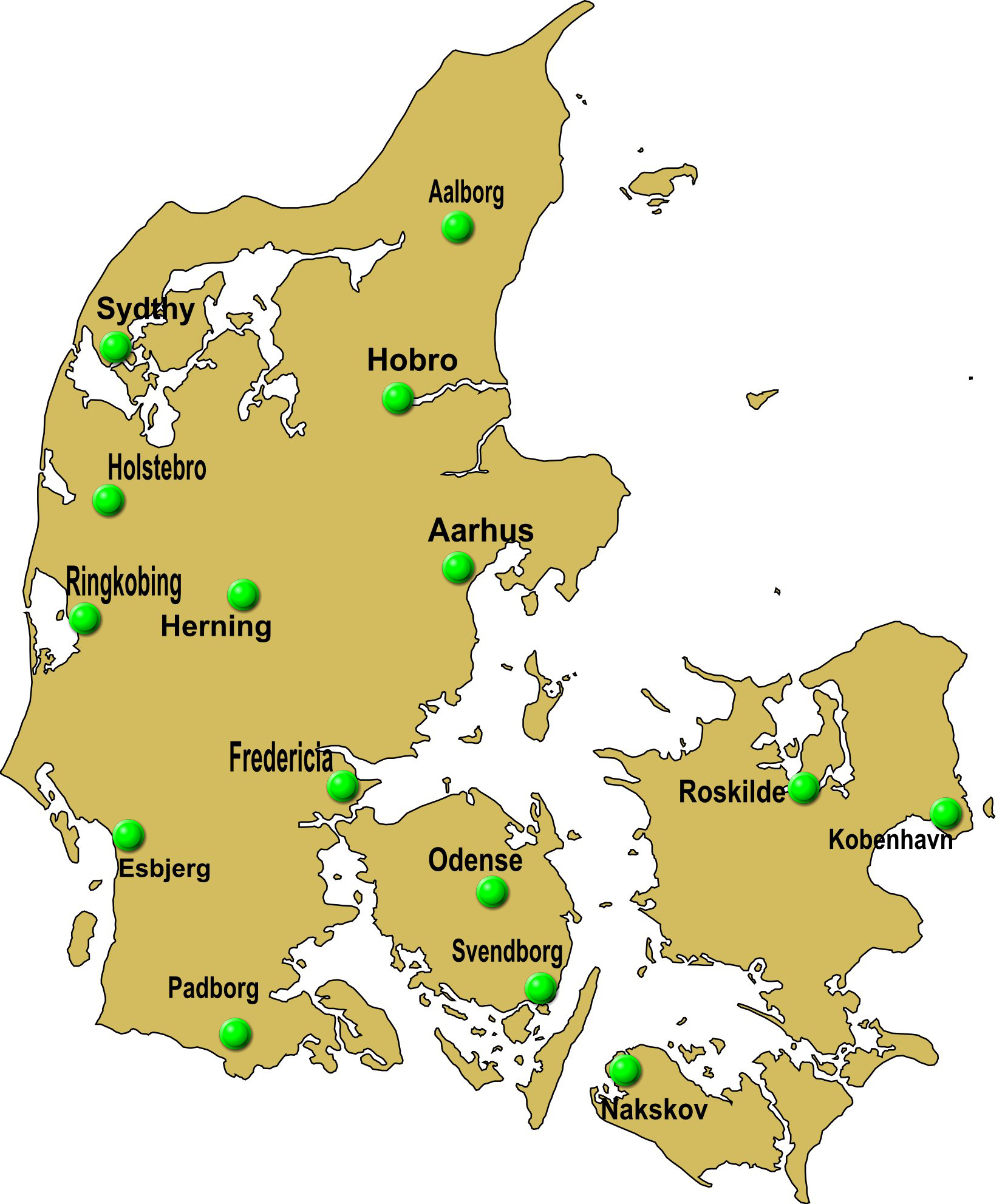
Hydrogen link locaties

Hydrogen link is een netwerk van waterstoftankstations in Denemarken dat in 2005 werd opgericht door het Nordic Transportpolitical Network om samen met Hynor in Noorwegen en Hyfuture in Zweden een waterstofnetwerk te vormen onder de naam Scandinavian hydrogen highway partnership.
Het geplande netwerk is onderdeel van de waterstofinfrastructuur, er zijn verschillende waterstoftankstations gepland langs de route.

## Publieke stations
| Stad         |                 | Locatie |
| ------------ | --------------- | ------- |
| Aalborg      | Opening in 2015 |         |
| Kopenhagen-1 | Open            |         |
| Kopenhagen-2 | Opening in 2015 |         |
| Kopenhagen-3 | Opening in 2015 |         |
| Holstebro    | Open            |         |
| Vejle        | Opening in 2015 |         |

## Gesloten stations
1. Aarhus - methanolreforming (stoomreforming) en industriële waterstof.
2. Fredericia - Biobrandstofreforming vanmethanol (stoomreforming).
3. Hobro - Aardgasreforming (stoomreforming) en industriële waterstof
4. Padborg - aardgasreforming (stoomreforming). Elektrolyse.
5. Ringkøbing- Windelektrolyse.
6. Sydthy - Windelektrolyse[3].